# 斯蒂芬妮·比斯
斯蒂芬妮·艾琳·比斯（英語：Stephanie Irene Bice，1973年11月11日—），是一位美国政治人物，現任代表俄克拉荷马州第五國會選區聯邦眾議員，是第一位当选国会议员的伊朗裔美国人和巴基斯坦裔。
比斯是共和黨籍，曾于2014年至2020年担任俄克拉荷马州参议院第22选区代表。

## 外部連結
- Representative Stephanie Bice （页面存档备份，存于） official U.S. House website
- Campaign website （页面存档备份，存于）
- 美國國會國家人物傳記大辭典中的傳記
- 由華盛頓郵報維護的投票記錄
- 智慧投票计划中的傳記、投票紀錄及利益集團評級
- 聯邦選舉委員會中的競選財務報告和數據
- C-SPAN內的頁面（英文）